# ويست فرانكفورت
ويست فرانكفورت (إلينوي) (بالإنجليزية: West Frankfort, Illinois)‏ هي مدينة تقع في الولايات المتحدة في إلينوي. يقدر عدد سكانها بـ 8,182 نسمة .

## التركيبة السكانية
حدّد مكتب تعداد الولايات المتحدة بيانات التركيبة السكانية لويست فرانكفورت في تعداد الولايات المتحدة. في ما يلي، التركيبة السكانية حسب تعدادي 2000 و2010.

### تعداد عام 2000
بلغ عدد سكان ويست فرانكفورت 8,196 نسمة بحسب تعداد عام 2000، وبلغ عدد الأسر 3,596 أسرة وعدد العائلات 2,209 عائلة مقيمة في المدينة. في حين سجلت الكثافة السكانية 630.9 نسمة لكل كيلومتر مربع (1,634.0/ميل2). وبلغ عدد الوحدات السكنية 3,973 وحدة بمتوسط كثافة قدره 305.9 لكل كيلومتر مربع (792.3/ميل2).
وتوزع التركيب العرقي للمدينة بنسبة 98.55% من البيض و0.13% من الأمريكيين الأفارقة و0.23% من الأمريكيين الأصليين و0.31% من الأمريكيين ذوي الأصول الآسيوية و0.12% من الأعراق الأخرى و0.66% من عرقين مختلطين أو أكثر و0.77% من الهسبانيون أو اللاتينيون من أي عرق.
بلغ عدد الأسر 3,596 أسرة كانت نسبة 29.1% منها لديها أطفال تحت سن الثامنة عشر تعيش معهم، وبلغت نسبة الأزواج القاطنين مع بعضهم البعض 45.1% من أصل المجموع الكلي للأسر، ونسبة 12.1% من الأسر كان لديها معيلات من الإناث دون وجود شريك، بينما كانت نسبة 4.2% من الأسر لديها معيلون من الذكور دون وجود شريكة وكانت نسبة 38.6% من غير العائلات. تألفت نسبة 34.7% من أصل جميع الأسر من عدة أفراد يعيشون في نفس المنزل ونسبة 18% كانت تتألف من شخص يعيش بمفرده يبلغ من العمر 65 عاماً أو أكثر. وبلغ متوسط حجم الأسرة المعيشية 2.24، أما متوسط حجم العائلات فبلغ 2.86.
بلغ العمر الوسطي للسكان 40.0 عاماً. وكانت نسبة 22.3% من القاطنين تحت سن الثامنة عشر، وكانت نسبة 8.8% بين الثامنة عشر والرابعة والعشرين عاماً، ونسبة 25.9% كانت واقعةً في الفئة العمرية ما بين الخامسة والعشرين والرابعة والأربعين عاماً، ونسبة 21.9% كانت ما بين الخامسة والأربعين والرابعة والستين، ونسبة 19.5% كانت ضمن فئة الخامسة والستين عاماً فما فوق. يوجد لكل 100 أنثى 87.3 ذكر، ويوجد لكل 100 أنثى في الثامنة عشر من عمرها فما فوق 83.9 ذكر.
بلغ متوسط دخل الأسرة في المدينة 25,358 دولارًا، أما متوسط دخل العائلة فبلغ 34,432 دولارًا. وكان متوسط دخل الذكور 32,621 دولارًا مقابل 18,765 دولارًا للإناث. وسجل دخل الفرد الخاص بالمدينة 14,671 دولارًا. وكانت نسبة 13.9% من العائلات ونسبة 18.6% من السكان تحت خط الفقر، وكان من هؤلاء نسبة 27% تحت سن الثامنة عشر ونسبة 10.7% في الخامسة والستين من العمر وما فوق.

### تعداد عام 2010
بلغ عدد سكان ويست فرانكفورت 8,182 نسمة بحسب تعداد عام 2010، وبلغ عدد الأسر 3,504 أسرة وعدد العائلات 2,130 عائلة مقيمة في المدينة. في حين سجلت الكثافة السكانية 629.9 نسمة لكل كيلومتر مربع (1,631.4/ميل2). وبلغ عدد الوحدات السكنية 3,921 وحدة بمتوسط كثافة قدره 301.8 لكل كيلومتر مربع (781.7/ميل2).
وتوزع التركيب العرقي للمدينة بنسبة 97.16% من البيض و0.40% من الأمريكيين الأفارقة و0.29% من الأمريكيين الأصليين و0.65% من الأمريكيين ذوي الأصول الآسيوية و0.02% من سكان جزر المحيط الهادئ و0.42% من الأعراق الأخرى و1.05% من عرقين مختلطين أو أكثر و1.67% من الهسبانيون أو اللاتينيون من أي عرق.
بلغ عدد الأسر 3,504 أسرة كانت نسبة 30.3% منها لديها أطفال تحت سن الثامنة عشر تعيش معهم، وبلغت نسبة الأزواج القاطنين مع بعضهم البعض 39.8% من أصل المجموع الكلي للأسر، ونسبة 15.2% من الأسر كان لديها معيلات من الإناث دون وجود شريك، بينما كانت نسبة 5.9% من الأسر لديها معيلون من الذكور دون وجود شريكة وكانت نسبة 39.2% من غير العائلات. تألفت نسبة 33.9% من أصل جميع الأسر من عدة أفراد يعيشون في نفس المنزل ونسبة 14.2% كانت تتألف من شخص يعيش بمفرده يبلغ من العمر 65 عاماً أو أكثر. وبلغ متوسط حجم الأسرة المعيشية 2.30، أما متوسط حجم العائلات فبلغ 2.91.
بلغ العمر الوسطي للسكان 38.5 عاماً. وكانت نسبة 23.7% من القاطنين تحت سن الثامنة عشر، وكانت نسبة 9% بين الثامنة عشر والرابعة والعشرين عاماً، ونسبة 25.1% كانت واقعةً في الفئة العمرية ما بين الخامسة والعشرين والرابعة والأربعين عاماً، ونسبة 24.9% كانت ما بين الخامسة والأربعين والرابعة والستين، ونسبة 17.4% كانت ضمن فئة الخامسة والستين عاماً فما فوق. وتوزع التركيب الجنسي للسكان بنسبة 48% ذكور و52% إناث.

## أعلام
- تيم لي هال
- بيني تيت
- جيري هارت
- هال سميث